# Wilhelm Hensel

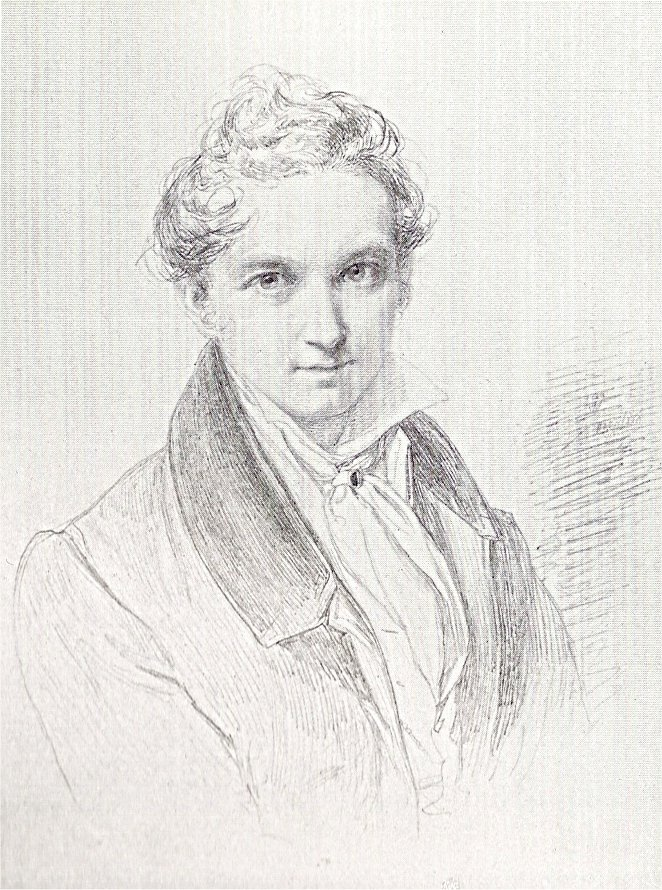
Wilhelm Hensel, självporträtt 1829.

Wilhelm Hensel, född den 6 juli 1794 i Trebbin, Brandenburg, död den 26 november 1861 i Berlin, var en tysk målare, gift med Fanny Hensel.
Hensel studerade i Italien och ägnade sig företrädesvis åt historiska framställningar, mestadels av bibliskt innehåll. Hans första betydande arbete var Kristus och den samaritanska kvinnan (1826), målad för kungen av Preussen, och hans förnämsta verk är Kristus inför Pontius Pilatus (1834, i Garnisonskyrkan i Berlin). 
Dessutom bidrog han att smycka Berlins Schauspielhaus med väggmålningar, framställande scener ur tragiska skalders verk. Han var även tecknare och etsare samt skald och teaterförfattare.